# Arctostaphylos hookeri
Arctostaphylos hookeri är en ljungväxtart. Arctostaphylos hookeri ingår i släktet mjölonsläktet, och familjen ljungväxter.

## Underarter
Arten delas in i följande underarter:
- A. h. franciscana
- A. h. hearstiorum
- A. h. hookeri
- A. h. montana